# Mark Landsberger
Mark Walter Landsberger (ur. 21 maja 1955 w Minot) – amerykański koszykarz, występujący na pozycjach skrzydłowego oraz środkowego, dwukrotny mistrz NBA.
11 listopada 1990 roku ustanowił rekord kariery oraz ligi włoskiej notując w spotkaniu z Banco di Sardegna Sassari 34 zbiórki. Pobił także rekord ligi greckiej, uzyskując w jednym ze spotkań 37 zbiórek, kończąc sezon ze średnią 17,9.

## Osiągnięcia
NCAA
- Zaliczony do I składu All-WAC (1977)

NBA
- 2-krotny mistrz NBA (1980, 1982)[1]
- Wicemistrz NBA 1983[1]

Inne
- 2-krotny uczestnik włoskiego meczu gwiazd (1985, 1987)[3]
- Lider w zbiórkach ligi:
  - hiszpańskiej (13,5 – 1992)[4]
  - greckiej (1989)
  - włoskiej (1990)